# 구 이슈브

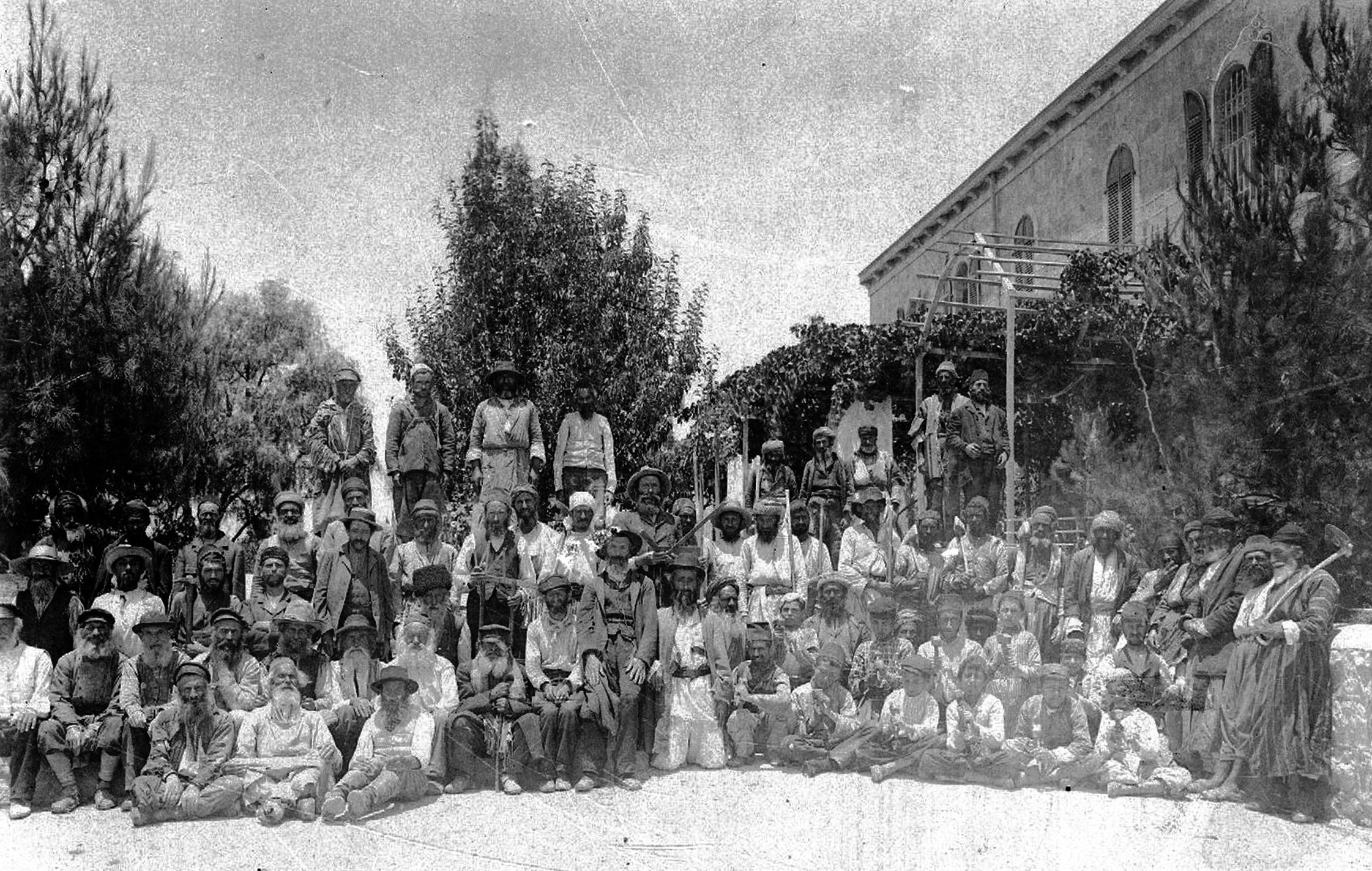

구 이슈브(Hebu: היישוב הישן, Hayshuv Hayashan)는 제1차 세계대전이 끝날 때까지 시오니즘 알리야가 시작되고 뉴 이슈브가 통합되기까지 오스만 제국 시대 남부 시리아 지방의 유대인 공동체였다. 후기 시오니스트 알리야와 뉴이야와는 반대로노동과 자급자족을 강조하는 사회주의 및 세속적 이념에 더 기반을 둔 것처럼, 수세기 초 에레츠 이이스라엘에 지속적으로 거주했거나 온 구 이슈브의 많은 유대인들은 경제적 지원을 위해 외부 기부금(할루카)에 의존하는 종교적인 유대인들이 대부분이었다.
구 이슈브는 중세 초기에 남부 레반트의 유대인 공동체가 심각하게 쇠퇴 한 후 개발되었으며 세 개의 클러스터로 구성되었다. 가장 오래된 그룹은 맘루크 후기와 오스만 시대 초기에 오스만 팔레스타인에 정착 한 갈릴리의 라디노어를 사용하는 세파르딤 유대인 공동체와 이슬람이 오기 전부터 이미 그곳에 살았고 문화적으로 언어 학적으로 있었던 아랍어 사용 공동체로 구성되었다. 아랍 화. 두 번째 그룹은 18세기와 19세기 초에 유럽에서 이주한 아슈케나지 하시딤 유대인들로 구성되었다. 세 번째 물결은 19세기 후반에 도착한 이슈 프 회원들로 구성되었다. 따라서 구 이슈브는 일반적으로 세파르딤 (미즈라히 포함)이라는 두 개의 독립적 인 공동체로 나뉘었다. 주로 갈릴리의 유대인 공동체와 16세기와 17세기에 번성했던 네 개의 유대인 성지로 구성되어 있다.